# Condado de Forsyth (Geórgia)
O Condado de Forsyth (em inglês:  Forsyth County) é um dos 159 condados do estado americano da Geórgia. A sede e maior cidade do condado é Cumming. Foi fundado em 3 de dezembro de 1832. O condado faz parte da área metropolitana de Atlanta.
O condado possui uma área de 640 km², uma população de 175 511 habitantes, e uma densidade populacional de 302,5 hab/km² (segundo o censo nacional de 2010). É o sétimo condado que, em 10 anos, teve o maior crescimento populacional dos Estados Unidos, com um aumento de 78,4%.